# Бориспіль (станція)
Бориспіль — проміжна залізнична станція 2 класу в місті Бориспілі. Знаходиться на лінії Київ — Полтава. Розташована між зупинною платформою Чубинський та зупинною платформою Травнева.
На станції зупиняються деякі потяги далекого сполучення та приміські електропоїзди.

## Історичні відомості
Станція виникла в 1901 році, коли було відкрито залізничну лінію Київ — Полтава.
Першим начальником станція був поручик у відставці Федір Савич Смаглієнко,.
У 1913–1916 роках посаду начальника станції обіймав селянин Микита Іванович Костенко,,.
У 1972 році станцію електрифіковано разом із лінією Дарниця — Яготин.